# 檜前舎人建麻呂
檜前舎人 建麻呂（ひのくまのとねり の たけまろ、生没年不詳）は、奈良時代の人物。上総国海上郡の人物。姓は直。氏姓はのち上総宿禰。官位は外従五位下・隼人正。

## 出自
檜前舎人部は宣化天皇の名代の部で、天皇の宮、「檜前廬入野宮」に由来する。天皇の皇宮に宿侍させるために置かれた舎人で、金刺舎人・他田舎人同様、遠江国・信濃国以東の東国に多く見られる。『続日本後紀』承和7年12月（740年1月）には、武蔵国加美郡の人檜前舎人直由加麻呂の男女10人を平安左京の6条に貫附したとあり、由加麻呂は土師氏の出であると記されている。

## 経歴
藤原仲麻呂の乱において功労があったらしく、称徳朝の天平神護元年（765年）正月に同じ正六位上の葛井道依とともに、外従五位下に昇叙している。その後、神護景雲元年（767年）9月に上総宿禰を賜姓されている。
それからしばらくたった光仁朝の宝亀6年（775年）3月に隼人正に任じられているが、わずかひと月で、大隅三行と交替させられている。

## 官歴
『続日本紀』による。
- 時期不詳：正六位上。
- 天平神護元年（764年） 正月7日：外従五位下。
- 神護景雲元年（767年） 9月22日：檜前舎人直から上総宿禰に改姓。
- 宝亀6年（775年）3月2日：隼人正。4月8日：散位。